# اوکی!
اوکی! (به انگلیسی: !OK) یک مجله بریتانیایی است که به صورت هفتگی منتشر می‌شود. این مجله از آوریل ۱۹۹۳ کار خود را شروع کرد و تا سپتامبر ۲۰۰۴ به صورت ماهانه منتشر می‌شد. از این زمان به بعد ناشران این مجله تصمیم گرفتند تا آن را به صورت هفتگی منتشر کنند.
این مجله پرفروش‌ترین نشریه در مورد ستارگان در بریتانیاست.